# Emil Faktor
Emil Faktor (31. srpna 1876 Praha – 10. dubna 1942 Lodž) byl pražský, německy hovořící spisovatel, básník a novinář. Publikoval rovněž pod pseudonymem Jussuff.

## Život
Narodil se v rodině Eduarda Faktora a jeho ženy Theresie. Vystudoval práva v Praze. Již za studií pracoval jako redaktor a divadelní kritik deníků Montagblatt aus Böhmen (od roku 1898) a Bohemia (od roku 1899). V roce 1904 zakončil studia práv a získal titul Dr.Jur. V roce 1908 odešel do Berlína, kde psal divadelní kritiky pro list Der Tag. V roce 1912 přešel do redakce levicově liberálního deníku Berliner Börse-Kurier, kde působil nejdříve jako autor fejetonů a divadelních kritik, od roku 1916 byl šéfredaktorem. V roce 1932 kvůli svému židovskému původu rezignoval na místo šéfredaktora a v roce 1933 se vrátil zpátky do Prahy. Zde pak působil jako divadelní a filmový kritik na volné noze. Přispíval například do novin Prager Tagblat a Prager Mittag.
Po okupaci Československa se pokusil emigrovat do Spojených států amerických, ale pro velké množství zájemců nedostal potřebné vízum. Byl deportován dne 21. října 1941 transportem B, č. 352 do Lodže, kde 10. dubna 1942 zahynul.

## Dílo

### Sbírky básní
- 1899 Was ich suche (Co hledám)
- 1908 Jahresringe (Letokruhy)

### Divadelní hry
- 1914 Die Temperierten - komedie
- 1917 Die Tochter - komedie